# Kolej Bergamo-San Vigilio

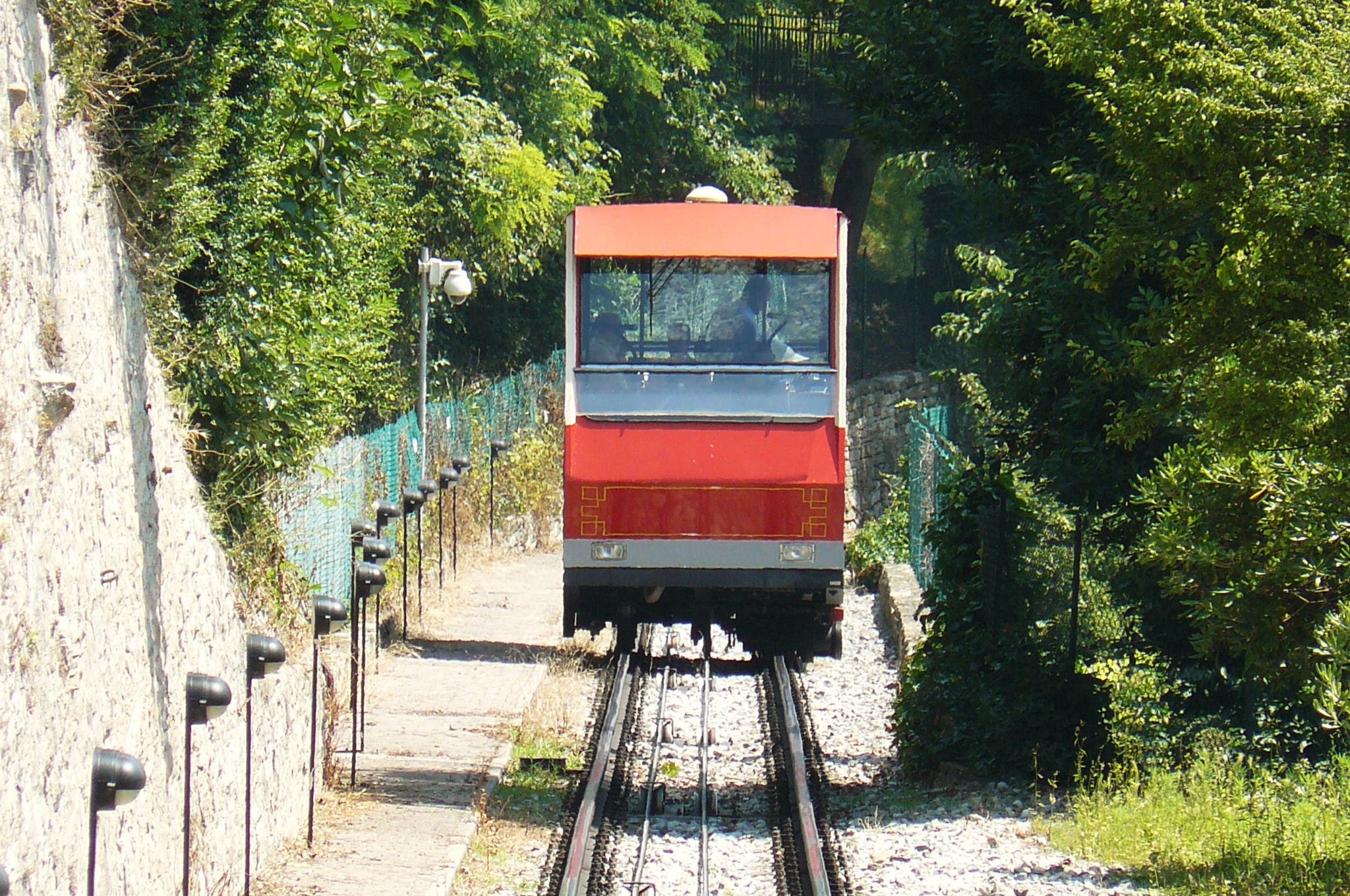
Wagon na trasie

Kolej Bergamo-San Vigilio (wł. Funicolare di Bergamo-San Vigilio) – kolej linowo-terenowa zlokalizowana w Bergamo we Włoszech.

## Historia
Kolej uruchomiono 27 sierpnia 1912. Część mechaniczną skonstruowały zakłady Société des Usines L. de Roll z Berna. 32-osobowe wagony zbudowano natomiast w zakładach Bergamo Fervet. Koncesja na przewozy wygasła w 1976 i z powodów bezpieczeństwa linię w tym roku zamknięto. W 1984 rozpoczął się proces naprawy firmy, a w 1987 rozpoczęto kapitalny remont kolei. Przewozy na linii zrekonstruowanej przez firmę Ceretti Tanfani z Mediolanu wznowiono w 1991. 

## Charakterystyka
Długość linii: 630 metrów, różnica wysokości - 90 metrów (z wysokości 369 metrów n.p.m. do 459 metrów n.p.m.), nachylenie – 10% (minimalne) i 22% (maksymalne). Na linii kursuje wagon na 55 miejsc. Linia jest kontynuacją kolei Bergamo Alta.

## Galeria

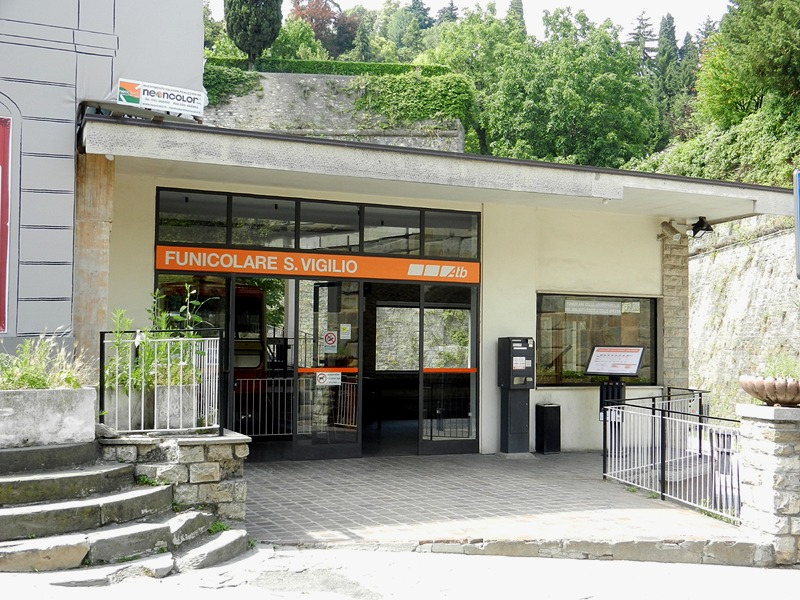
Stacja dolna
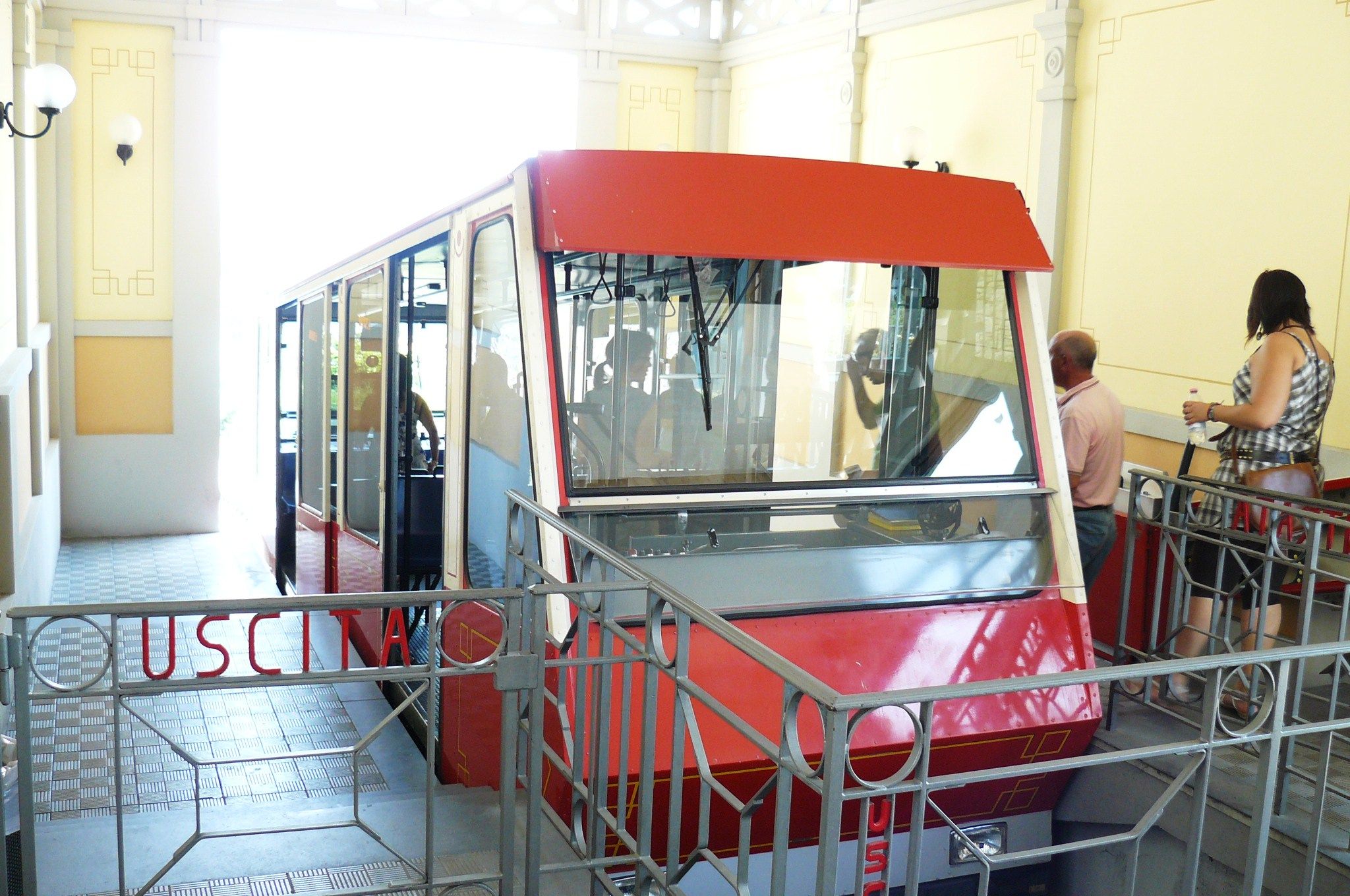
Stacja górna
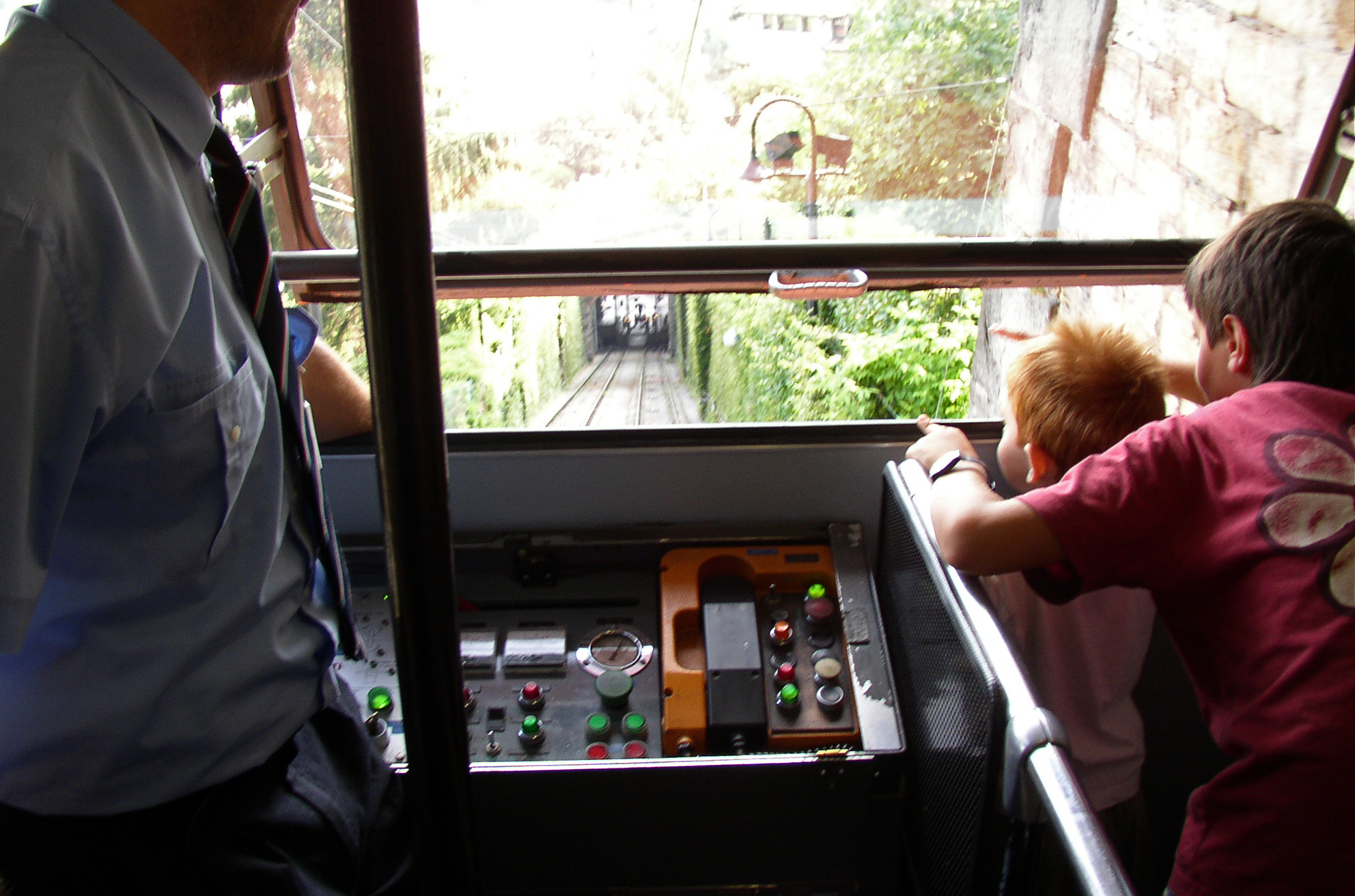
Pulpit sterowniczy